# Княжево (Городищенское сельское поселение)
Княжево — село в Бежецком районе Тверской области, входит в состав Городищенского сельского поселения.

## Географическое положение
Село расположено в 2 км на юго-восток от районного центра Бежецк.

## История
В 1776 году в селе была построена каменная Благовещенская церковь, имевшая 7 престолов. В 1881 году церковь была сильно переделана в формах эклектики: храм со всех сторон обстроен, заново сооружены трапезная и колокольня.
В конце XIX — начале XX века село являлось центром Княжевской волости Бежецкого уезда Тверской губернии.
С 1929 года село являлось центром Княжевского сельсовета Бежецкого района Бежецкого округа Московской области, с 1935 года в составе Калининской области, с 2005 года — в составе Городищенского сельского поселения.

## Население
| 1859 | 2008 | 2010 |
| ---- | ---- | ---- |
| 168  | ↘41  | ↗45  |

## Достопримечательности
В селе расположена недействующая Церковь Благовещения Пресвятой Богородицы (1776).